# Salman Ali Agha
Salman Ali Agha (auch bekannt als Agha Salman; * 23. November 1993 in Lahore, Pakistan) ist ein pakistanischer Cricketspieler, der seit 2022 für die pakistanische Nationalmannschaft spielt.

## Aktive Karriere
Agha gab sein Debüt in der Test-Serie in Sri Lanka im Juli 2022. In seinem zweiten Test in der Serie folgte sein erstes Fifty (62 Runs). Im August folgte sein Debüt im ODI-Cricket in den Niederlanden. Auch hier erreichte er in seinem zweiten Spiel ein Fifty (50* Runs). Im Dezember 2022 gelangen ihm dann in der Test-Serie gegen England zwei Fifties (53 und 56 Runs). Kurz darauf gelang ihm gegen Neuseeland sein erstes Test-Century über 103 Runs aus 155 Bällen. Im Mai konnte er ebenfalls gegen Neuseeland zwei Fifties (58 und 57 Runs) in der ODI-Serie erreichen. Im Juli reiste er mit dem Team nach Sri Lanka für eine Test-Serie und konnte dort ein Fifty und ein Century über 132* Runs aus 154 Bällen, wofür er als Spieler der Serie ausgezeichnet wurde. Er war dann Teil der Mannschaft beim Asia Cup 2023 und wurde für den Cricket World Cup 2023 nominiert.